# Sandra Morelli
Sandra Morelli Rico (Bogotá, 6 de enero de 1965) es una abogada colombiana y ex contralora general de Colombia, cargo que ejerció desde el 10 de agosto de 2010 hasta el 29 de agosto de 2014. A lo largo de su carrera, Morelli ha escrito obras académicas en derecho constitucional y administrativo, monografía, artículos de prensa . La revolución francesa y la administración territorial en Colombia fue su tesis de postgrado súmmum cum lauden. También obtuvo el premio de la cámara del libro por La corte constitucional, un papel aún por definir. Asimismo fue columnista del periódico 'Ámbito Jurídico'.

## Biografía
Morelli realizó estudios de pregrado en la Universidad Externado de Colombia y estudió un postgrado en la Universidad de Bolonia, donde realizó investigaciones sobre la Revolución Francesa y Administración Territorial en Colombia. Culminó sus estudios en el año 1987, graduándose como abogada. Tanto en el Externado como en la Universidad de Bolohia obtuvo las  mejores notas académica, hizo acreedora a varias becas de Estudio como la Baldomero Sanin  Cano, becaria en Italia, París y Montpellier.

### Carrera profesional
Sector públicoDirectora de políticas jurídicas y desarrollo legislativo en el Ministerio de Justicia y del Derecho.
Morelli ejerció como asesora de la Comisión Técnica para la elaboración de la Ley Estatutaria de la Administración de Justicia, siendo presidente del Consejo Superior de la Judicatura.
Fue asesora Jurídica para asuntos ambientales de Bavaria S.A, y participó en el equipo de trabajo de defensa jurídica de los decretos dictados con ocasión del artículo 20 transitorio de la Constitución para modernización del Estado, y de Lime , empresa de aseo, entre otros.
Su carrera académica como catedrática de derecho constitucional y directora del departamento de derecho público se desarrolló en el Externado de Colombia. 
Es miembro de la Academia Colombia de jurisprudencia, como miembro de número pendiente de posesión. Fue su secretaria técnica.
Profesora invitada en varias Universidades extranjeras y en la actualidad de la Universidad Luiss de Roma y En la Universidad de Bolonia.
Se desempeñó como directora jurídica de la Federación Nacional de Cafeteros de Colombia 1999 - 2008. Una vez culminó sus labores en esa federación, esta misma le concedió la Orden al Mérito Cafetero y obtuvo reconocimiento del Banco Mundial como
La mejor oficina jurídica de defensa de recursos públicos, como son los de la parafiscalidad cafetera.

### Escándalo judicial
Actualmente se surte  un proceso en su contra por supuesta celebración indebida de contratos, al haber liderado la contratación de una sede para la Contraloría en Gran Estación que habría implicado un presunto detrimento patrimonial de aproximadamente 12.000 millones de pesos. 
Este caso permanece congelado desde que ella denunció penalmente al fiscal ca Carlos Iban Mejia por manipular testigos. Morelli ha sido absuelta en las más de 40 denuncias que ha habido en su contra. La arremetida contra ella fue generada por el exfiscal General de Colombia Eduardo Montealegre, en retaliación a las denuncias que ella realizó en su contra. Nunca se le dictó medida de aseguramiento por no existir pruebas que así lo ameritaran. El tribunal arbitral estableció la legalidad del contrato realizado por Morelli y anuló una cláusula, pero aclaró que ello no presta mérito penal por no haberse actuado dolosa.